# Comitatul New Castle, Delaware
Comitatul New Castle, conform originalului din engleză, New Castle  County, este unul din cele 3 comitate ale statului american Delaware.

## Demografie
|  | Graficele sunt indisponibile din cauza unor probleme tehnice. Mai multe informații se găsesc la Phabricator și la wiki-ul MediaWiki. |

Date: Wikidata - grafică realizată de Wikipedia